# SMS Erzherzog Ferdinand Max (1865)
SMS Erzherzog Ferdinand Max byla pancéřová fregata rakouského námořnictva. Byla prototypovou jednotkou třídy Erzherzog Ferdinand Max. Pojmenována byla na počest Maxmiliána I. Mexického, mexického císaře a bratra císaře Františka Josefa I. Její sesterská loď byla SMS Habsburg. Erzherzog Ferdinand Max byl ve službě v letech 1866–1886. Následně byl nějaký čas využíván jako hulk. Sešrotován byl roku 1919.

## Stavba

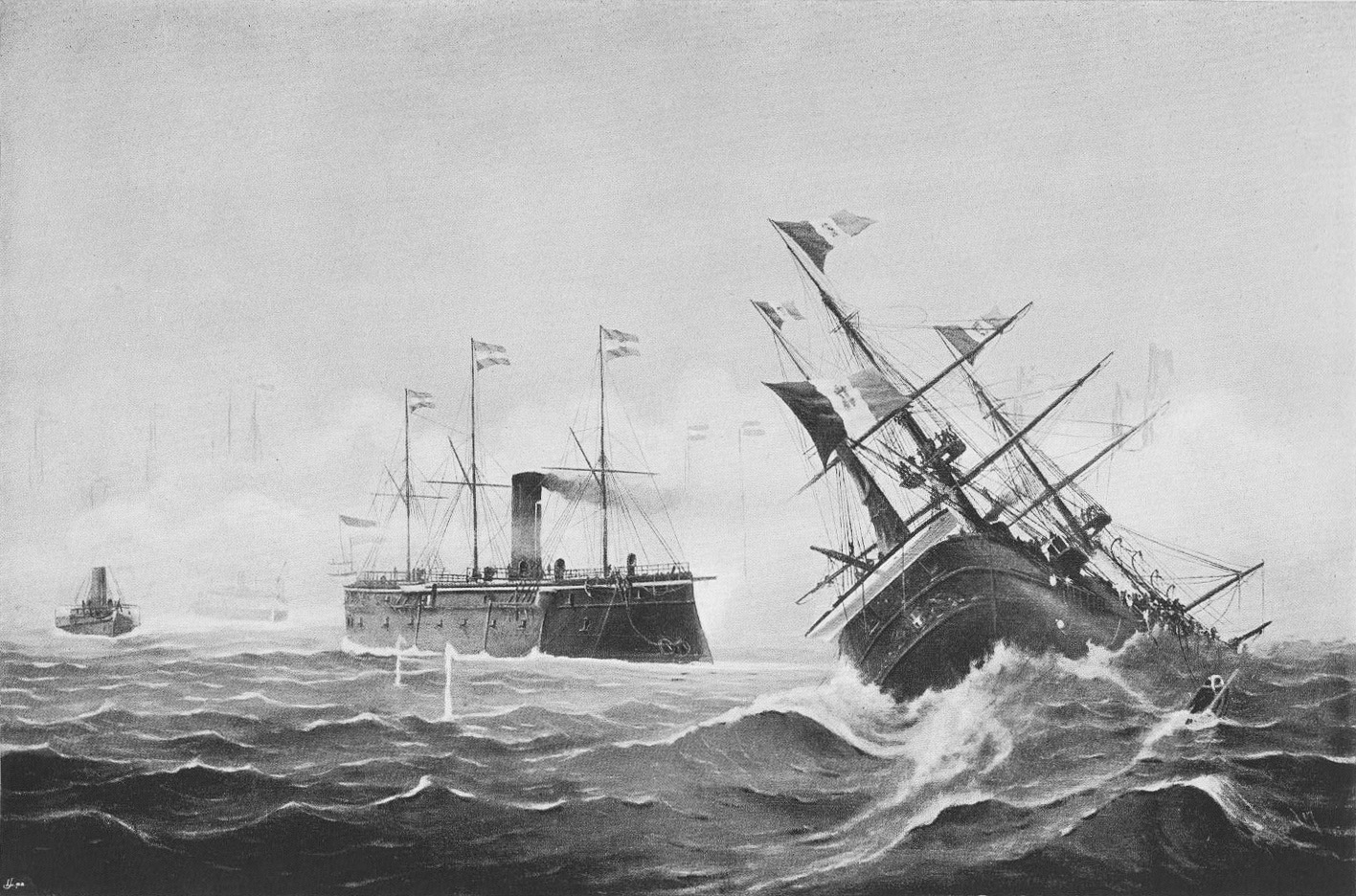
Erzherzog Ferdinand Max potápí italskou obrněnou loď Re d'Italia

Plavidlo navrhl inženýr Josef von Romako. Postavila jej loděnice Stabilimento Tecnico Triestino v Terstu. Stavba byla zahájena 6. května 1863 a na vodu byla loď spuštěna 24. května 1865. Do služby byla přijata roku 1866.

## Konstrukce

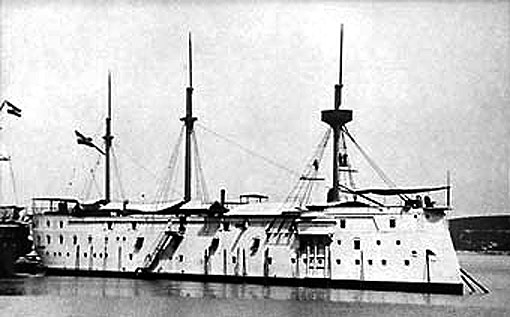
Erzherzog Ferdinand Max po vyřazení

Plavidlo mělo dřevěný trup, chráněný na vybraných místech pancéřováním. Pancíř lodi byl umístěn na 660 mm silné dřevěné podložce. Na přídi a zádi měl sílu 87 mm a v místě dělové baterie byl silný 123 mm. Výzbroj byla soustředěna do bočních baterií. Původně plánovanou výzbroj představovala děla Krupp, ta však nebyla dodána před vypuknutím prusko-rakouské války a poté bylo jejich dodání zakázáno. Proto byla loď provizorně vybavena zastaralou výzbrojí, která byla momentálně k dispozici. Nesla šestnáct zepředu nabíjených 48liberních děl s hladkou hlavní. Doplňovala je čtyři 8liberní děla a dvě 3liberní děla. Výzbroj doplňoval příďový kloun. Pohonný systém tvořil ležatý nízkotlaký dvouválcový parní stroj. Nejvyšší rychlost doshovala 12,54 uzlu.

## Služba
Erzherzog Ferdinand Max byl vlajkovou lodí admirála Wilhelma von Tegetthoffa v bitvě u Visu v roce 1866. Velitelem lodi byl v bitvě Maximilian Daublebsky von Sterneck. Bitva byla rozhodnuta v okamžiku, kdy Erzherzog Ferdinand Max úspěšně taranoval a během několika minut potopil italskou pancéřovou fregatu Re D'Italia, které stále vlála na stožáru admirálská vlajka. Bitva u Visu tak skončila těžkou porážkou silnější a modernější italské flotily.
Erzherzog Ferdinand Max byl vyřazen 19. května 1886. V letech 1889–1908 sloužil jako tender pro cvičnou loď. Roku 1916 byl sešrotován.